# Río Rahue (Bueno)
El  río Rahue es un curso natural de agua de Chile que nace en el lago Rupanco, fluye a través de la Región de Los Lagos, atraviesa la ciudad de Osorno de sur a norte y desemboca finalmente en el lado izquierdo del río Bueno.

## Trayecto
El río Rahue nace en el extremo poniente del lago Rupanco y en sus márgenes del curso medio se levanta la ciudad de Osorno, en pleno Valle Central. En su curso superior corre rápido y encajonado; en el inferior en cambio es lento y puede ser navegable por embarcaciones menores. 
Los principales tributarios del río Rahue son:
- El río Coihueco, el primer afluente ubicado en el curso superior del Rahue, que desarrolla su caudal en el lago Rupanco; el cual se origina en la falda del volcán Puntiagudo.
- El río Negro, el cual proviene directamente del sur y se junta con el río Rahue a unos 8 km. agua arriba de Osorno; siendo su principal afluente.
- El Damas, proveniente del oriente, y cuyas cabeceras se sitúan entre los extremos orientales de los lagos Puyehue y Rupanco; juntándose con el río Rahue en la ciudad de Osorno.

El río Rahue se dirige por lo general al oeste hasta su reunión con el río Coihueco; de aquí, toma al noroeste, recibe por la izquierda el Río Negro, vuelve al nornoroeste, se incorpora, en la ciudad de Osorno, con el río Damas, que le viene por la derecha, y posteriormente continua su marcha hacia el norte para juntarse con el río Bueno.

### Puentes y Cruces Peatonales

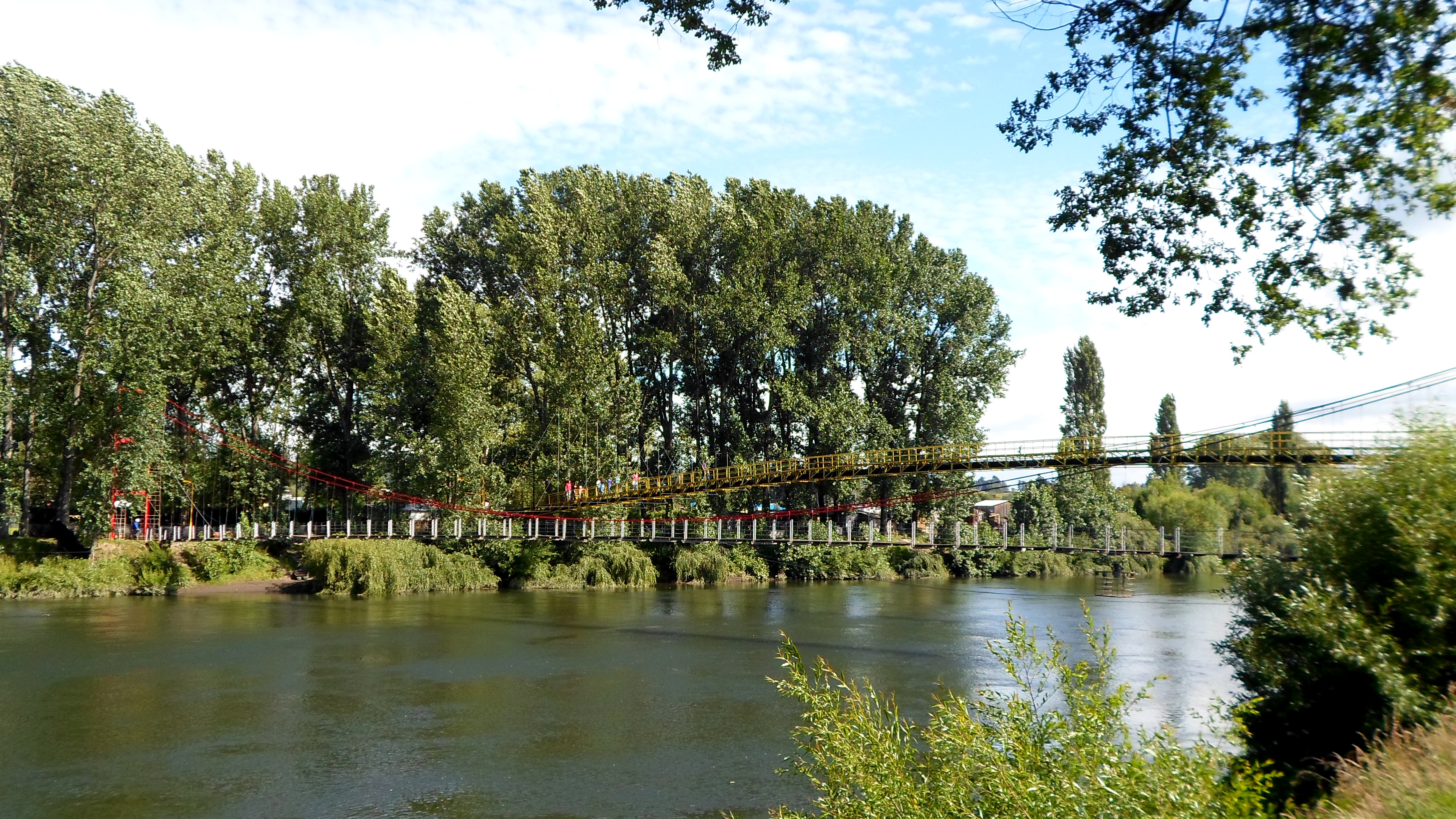
Puente Colgante Rio Rahue

Previamente a la llegada del cauce a la ciudad, el río Rahue atraviesa la Ruta CH-5 sur, a 15 km al sur de Osorno.
Diversos puentes en la ciudad de Osorno cruzan el río para conectar Osorno con el sector de Rahue, entre los que destacan:
- Puente San Pablo; conecta el sector de Ovejería con el sector de Rahue bajo.
- Puente Colgante Parque Bellavista; constituye un paso peatonal sobre el río, conectando los sectores de Rahue bajo y Ovejería.
- Puente San Pedro (viejo y el actual); conectan el sector céntrico de Osorno con el sector de Rahue bajo.
- Puente Chauracahuin; conecta el sector de Franke con el sector de Rahue bajo.

Además de los puentes que conectan la ciudad de Osorno, el río Rahue es también cruzado en diferentes sectores desde su origen, hasta la confluencia con el río Bueno. De ellos, es posible señalar los siguientes:
- Puente Rahue N°1; conecta la Ruta U-775 de la Red Interlagos en el Desagüe Rupanco, lugar en el lago Rupanco donde el río Rahue tiene su origen.
- Puente Cancura; conecta el poblado de Cancura en la Ruta U-55-V, la cual une la comuna de Osorno con la comuna de Puerto Octay.
- Puente Colgante Cancura; puente peatonal ubicado en el poblado de Cancura, a escasos metros río arriba del puente Cancura de la Ruta U-55-V.
- Puente Esperanza; conecta el poblado de Pichil en la Ruta U-51, distante a unos 10km al SE del puente Rahue de la Ruta 5 sur.
- Puente Rahue; doble puente que conecta la Ruta CH-5 sur en ambos sentidos.
- Puente Caipulli; conecta la Ruta U-500 hacia la comuna de Río Negro, distante a pocos kilómetros del sector de Ovejería y a escasos metros de la confluencia con el río Negro.

En este lugar, además, existe un puente ferroviario en paralelo.
- Puente Rahue (Quilacahuín); cruza el río conectando la localidad de Quilacahuín, entre la Ruta U-22 y la Ruta U-170, a unos 6 km de la confluencia con el río Bueno.

## Caudal y régimen
El río Rahue presenta un régimen pluvial, con sus mayores caudales en el período invernal y los menores durante el período estival. Es un importante tributario del río Bueno, afluyendo por la ribera sur de este río a 40 km de la desembocadura del río Bueno en el mar.

Curvas de variación estacional
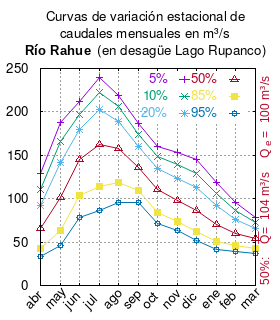
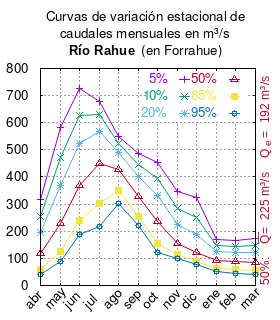

El caudal del río (en un lugar fijo) varía en el tiempo, por lo que existen varias formas de representarlo. Una de ellas son las curvas de variación estacional que, tras largos periodos de mediciones, predicen estadísticamente el caudal mínimo que lleva el río con una probabilidad dada, llamada probabilidad de excedencia. La curva de color rojo ocre (con {\displaystyle {\color {Red}\vartriangle }}) muestra los caudales mensuales con probabilidad de excedencia de un 50%. Esto quiere decir que ese mes se han medido igual cantidad de caudales mayores que caudales menores a esa cantidad. Eso es la mediana (estadística), que se denota Qe, de la serie de caudales de ese mes. La media (estadística) es el promedio matemático de los caudales de ese mes y se denota {\displaystyle {\overline {Q}}}. 
Una vez calculados para cada mes, ambos valores son calculados para todo el año y pueden ser leídos en la columna vertical al lado derecho del diagrama. El significado de la probabilidad de excedencia del 5% es que, estadísticamente, el caudal es mayor solo una vez cada 20 años, el de 10% una vez cada 10 años, el de 20% una vez cada 5 años, el de 85% quince veces cada 16 años y la de 95% diecisiete veces cada 18 años. Dicho de otra forma, el 5% es el caudal de años extremadamente lluviosos, el 95% es el caudal de años extremadamente secos. De la estación de las crecidas puede deducirse si el caudal depende de las lluvias (mayo-julio) o del derretimiento de las nieves (septiembre-enero).

## Historia

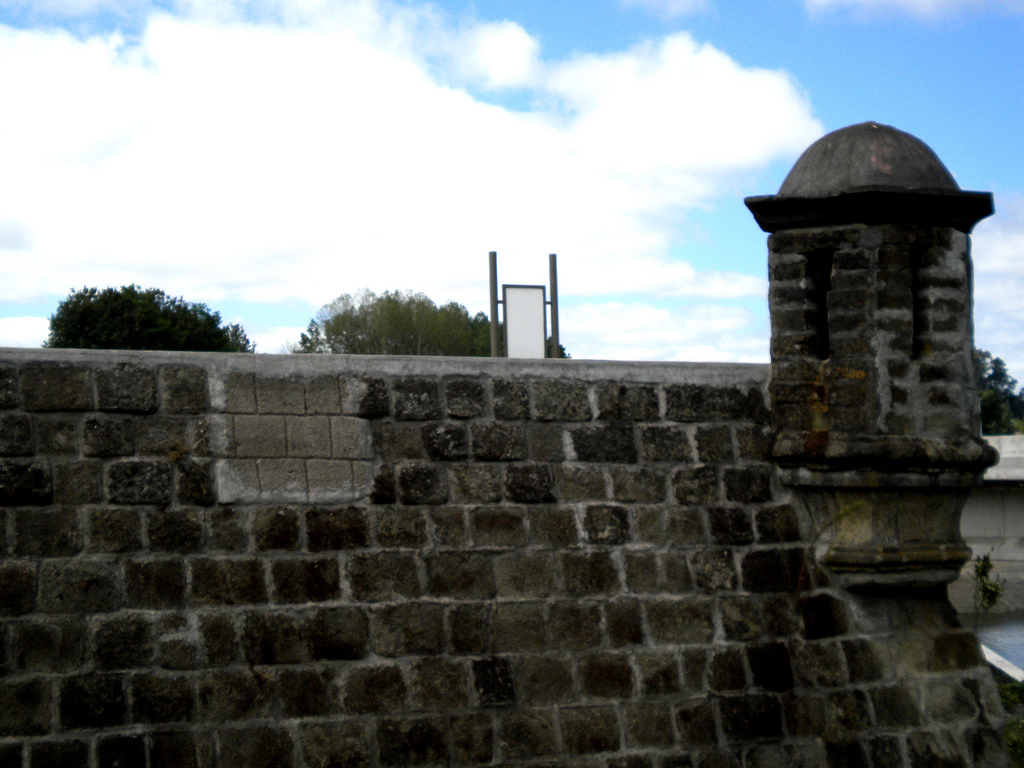
Fuerte Reina Luisa, diseñado y realizado bajo la dirección técnica del Capitán del Real Cuerpo de Ingenieros Manuel Olaguer Feliú.

Antes de la llegada de los conquistadores españoles, la zona que recorre el río Rahue era habitada por el pueblo huilliche.[cita requerida]
Su nombre proviene del mapudungun: rag, greda gris y -we, lugar: lugar donde hay greda gris.[cita requerida]
Posteriormente, en 1557 llega a Chile el joven Gobernador García Hurtado de Mendoza, y el 27 de marzo de 1558 decide en la región indígena de “Chauracaví”, fundar la ciudad de Osorno; a la cual designó con el nombre de "San Mateo de Osorno", en la confluencia del río Damas con el río Rahue (antiguamente llamado río Las Canoas). Después la ciudad sería destruida en 1602.
En 1793 se celebró el Parlamento de Las Canoas en las orillas del río, en el valle e inmediaciones de los restos de la antigua ciudad de Osorno.
En 1798, el gobernador de Osorno, don Juan Mackenna, según lo declara en oficio de 2 de noviembre, hizo investigaciones entre los indígenas con respecto al paradero de las antiguas campanas de Osorno, antes de ser destruida. Interrogado al respecto el cacique Caniu, declaró que ellas, "según las informaciones de los indígenas ancianos, se hallaban en el río de las Canoas", y que haría lo posible por sacarlas en el buen tiempo.
En el siglo XIX, antiguamente el río fue utilizado para la navegación hasta este emplazamiento. En 1893, cuatro vaporcitos navegaban en el río Rahue: el " Río Rahue", el "Damas", el "Río Bueno" y el "Rahue". Zarpaban desde Osorno y llegaban a Chauilco y Chapaco.
Francisco Solano Asta-Buruaga y Cienfuegos escribió en 1899 en su obra póstuma Diccionario Geográfico de la República de Chile sobre el río:
Rahue.-—Río de algún caudal que baña el departamento de Osorno. Tiene origen en el extremo occidental del lago de Rupanco, desde donde corre al O. hasta su junta con el riachuelo de Coihueco de este departamento y de aquí prosigue hacia el NO. por el caserío de Cancura, la ciudad de Osorno, Coyunco y Quilacahuín hasta su confluencia con el Río Bueno en cuya izquierda se echa poco más abajo de Trumao. Su curso es de unos 90 kilómetros, siendo navegable por embarcaciones menores durante casi todo el año en su última parte, ó sea por cerca de 40 kilómetros desde su confluencia hasta dicha ciudad. Sus márgenes se hallan en general pobladas de bosque y se extienden en anchos terrenos cultivables. Sus afluentes principales son: por la derecha, los riachuelos de Coyunco, Damas y Pichil y por la izquierda, los de Coihueco, Chanchán, Río Negro y Puloyo.

## Población, economía y ecología

### Flora y Fauna
Es un río lleno de especies asociadas a sus aguas. Entre las especies que se pueden encontrar asociadas al río destacan la garza chica, el zarapito, y especies de patos tales como el pato Real  y el pato Jergón grande, también se encuentran especies como la carmelita o trucha, el camarón de río del sur, la pancora y el martín pescador. De Flora se pueden encontrar especies como la chaura, el hualle, el mimbre y la quila.

### Atractivos turísticos

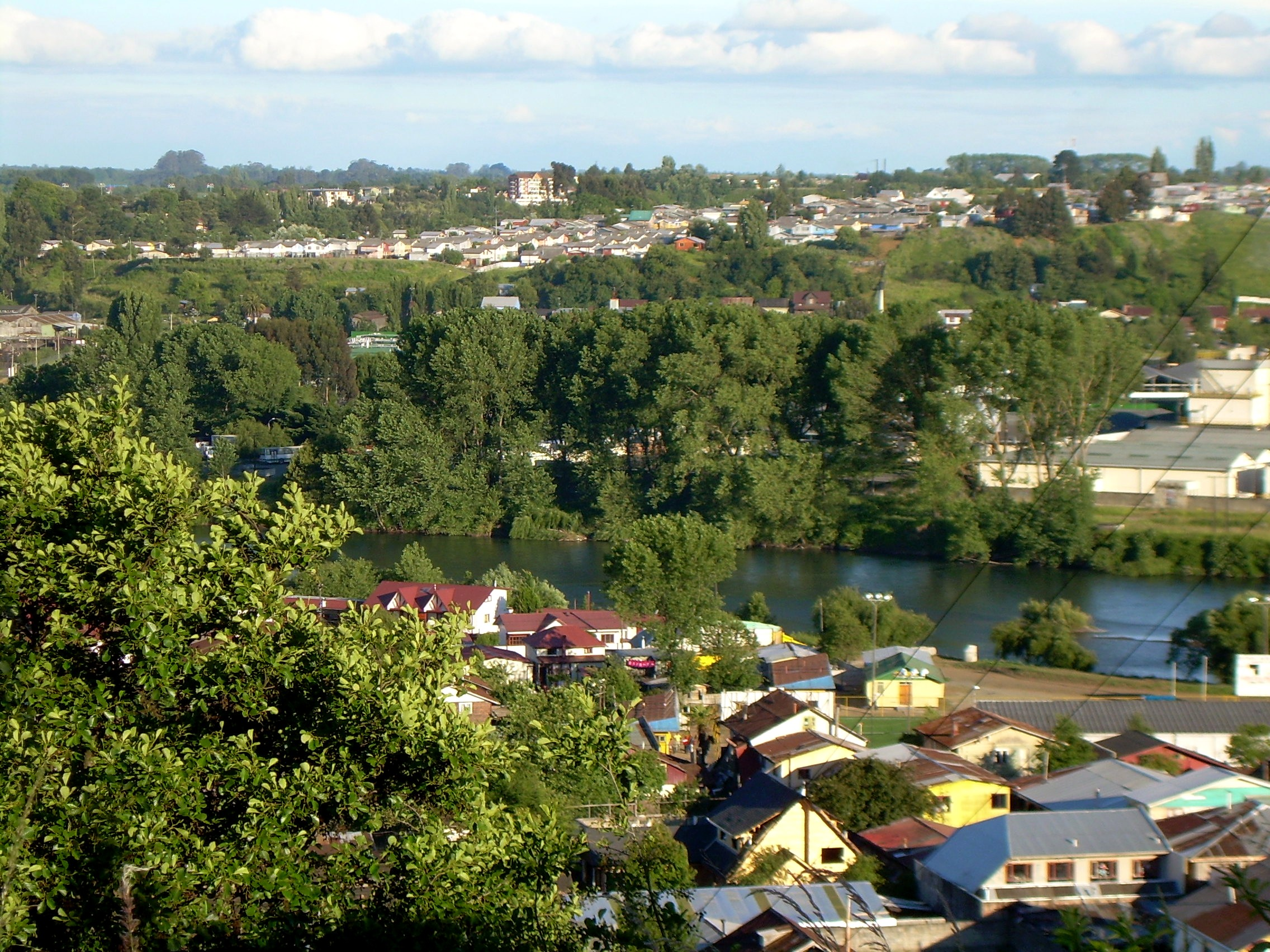
zona poblada de Osorno a orillas del Río Rahue

Los atractivos turísticos presentes en las riveras del río Rahue son:
- El Fuerte Reina Luisa, que se encuentra ubicado en la ribera norte del río Rahue.
- El Casino Sol Osorno a orillas de este río hay un gran casino de aproximadamente 300 máquinas de azar, 5 ruletas y 200 puestos de bingo.
- El Parque Franke.
- El Parque Alberto Hott.
- El Parque Bellavista (Por el sector de Rahue y Ovejeria)
- El Parque Arnoldo Keim.
- El paseo peatonal y mirador del puente "viejo" San Pedro (el segundo de tres puentes que se construyeron para cruzar este río, y tienen este nombre); el cual actualmente se utiliza solo para el tránsito peatonal.[2]
- Los pilares de las ruinas del antiguo puente San Pedro (el primero de tres puentes que se construyeron para cruzar este río, y tienen este nombre); el cual según la tradición, en uno de estos pilares se pueden lanzan monedas para obtener buena suerte y/o que se cumplan deseos.
- La pesca deportiva en la parte superior del río. Principalmente la pesca de Trucha Fario y Arcoíris.